# ベルリン・レーベルズ
ベルリン・レーベルズ（英語: Berlin Rebels）は、ドイツ連邦共和国のベルリンに本拠地を置く、ドイツのセミプロリーグであるジャーマン・フットボール・リーグ（GFL）に所属するアメリカンフットボールのチーム。GFL北カンファレンスの所属。ホームスタジアムはモムゼンシュタディオン。